# Литвина-3903
Литвина-3903 — белорусский плавающий вездеход на шинах сверхнизкого давления. Литвина-3903 предназначена для перевозки людей и грузов по любым грунтам, в т. ч. заболоченной местности, сыпучему песку и снежной целине. Вездеход рассчитан на работу во всех климатических условиях при температуре окружающего воздуха от – 40°С до + 45°С. Благодаря шинам сверхнизкого давления Литвина-3903 может передвигаться по тундре без повреждения растительности.

## Особенности конструкции
Литвина-3903 построена по принципу максимальной простоты и надежности, даже если это идет в ущерб проходимости. Большинство агрегатов и узлов этого вездехода изготовлены с использованием стандартных деталей от грузовиков Горьковского автомобильного завода, что обеспечивает простоту в эксплуатации, облегчает техническое обслуживание и ремонт, однако вездеход унаследовал и многие недостатки базовой машины.
Серийные модели относятся к тракторам и не имеют тормозов на передних колесах. Благодаря этому используется хотя и устаревшая, но крайне надежная схема передней подвески, позволяющей преодолевать препятствия с разгона. Однако мощность вездехода относительно невысока и сложные препятствия или крутые подъемы необходимо преодолевать с помощью лебедки.

### Рама
Вездеход имеет мощную пространственную раму, способную одинаково хорошо выдерживать нагрузки, как на скручивание, так и изгиб, в продольном и поперечном направлении. Все узлы и агрегаты трансмиссии расположены внутри рамы, что защищает их от повреждений.

### Трансмиссия
Трансмиссия вездехода полностью механическая от ГАЗ-66. Трансмиссия может работать в двух режимах: 2WD / 6WD. Жестко подключаемый привод ведущих осей, самоблокирующиеся межколёсные дифференциалы повышенного трения обеспечивают высокую проходимость и простоту эксплуатации.

### Кузов
Собран из стеклопластиковых панелей, утепленных экструдированным пенополистиролом. Для увеличения тепла внутри вездеход оборудован двумя типами отопителей.

### Рулевое управление и подвеска
Система рулевого управления интегральная. Применяется независимая подвеска каждого колеса, выполненная с использованием сайлентблоков и гидравлических амортизаторов. А так же тормозная система с гидравлическим приводом и вакуумным усилителем.

## Технические характеристики
- Класс — грузопассажирский
- Длина/ширина/высота, мм — 5220/2540/2690 (ширина от 2450мм до 2780мм в зависимости от устанавленных колёс)
- Клиренс, мм — 500
- Грузоподъемность на плаву, не менее, кг —  500
- Грузоподъемность на суше, кг — 1000
- Скорость на суше, не менее, км/ч — 50
- Cкорость на плаву, км/ч — 3
- Схема компоновки — рамная, с продольным расположением двигателя
- Кузов — стеклопластиковый, 3-х дверный
- Колесная формула — 6х6
- Количество мест (включая водителя) — 8
- Двигатель — Weichai WP 2.3 D
- Тип двигателя — турбо дизель
- Объем, см³ — 2 300
- Макс. мощность — 110 л.с. при 2800 об/мин
- Макс. крутящий момент — 280 Н.м. при 1600-2400 об/мин
- Коробка передач — механическая FG, 5 ступенчатая
- Трансмиссия — многорежимная (2WD / 6WD)
- Раздаточная коробка — 2-х ступенчатая, от ГАЗ-66
- Передаточное число низшей передачи 1,982
- Главная передача (редуктора) — гипоидная ГАЗ-66, самоблокирующий дифференциал повышенного трения
- Передаточное число — 6,83
- Подвеска — независимая, с гидравлическими амортизаторами
- Рулевое управление — интегрального типа
- Тормоза — дисковые, гидравлические, 2-х контурные
- Стояночная тормозная система — на трансмиссию с механическим приводом
- Расход топлива, л/100 км — 20-35 (при 45 км/ч)
- Удельное давление на грунт, не более кгс/см² — 0,12
- Емкость топливных баков, л — 2x105
- Шины низкого давления — Авторос MAX-TRIM,	Авторос Rolling Stone
- Размер шин низкого давления — 1300×700-21 или	1340×660-21
- Диапазон рабочих давлений в шине, кПа (кг/см²) — 10...50 (0,1...0,5)[1]